# Dibezwodnik kwasu peryleno-3,4,9,10-tetrakarboksylowego
Dibezwodnik kwasu peryleno-3,4,9,10-tetrakarboksylowego, PTCDA – heterocykliczny, organiczny związek chemiczny z grupy bezwodników kwasowych, pochodna perylenu.
Można go otrzymać z niezbyt wysoką wydajnością z diimidu kwasu perylenotetrakarboksylowego w wyniku działania stężonym kwasem siarkowym w temperaturze powyżej 200 °C. Wykorzystywany jest jako barwnik o silnej, lśniącej barwie, wykazujący dużą stabilność i odporność termiczną. W warunkach zasadowych hydrolizuje i nie nadaje się do stosowania w układach wodnych.